# Działo 203 mm L/55 Mark 9-14
Działo 203 mm L/55 Mark 9, 10, 11, 13, 14 – amerykańskie działo okrętowe średniego kalibru, o długości lufy 55 kalibrów, w systematyce amerykańskiej określane jako 8-inch gun lub 8" gun, stosowane na pierwszych amerykańskich lotniskowcach typu Lexington oraz na większości krążowników traktatowych o wyporności standardowej 10 000 ts.
Działa 203 mm L/55 Mark 9-14 były relatywnie ciężkie w stosunku do większości współczesnych im dział tego kalibru, nie wszystkie jednak odmiany (Mark) tego działa zostały w praktyce zastosowane na okrętach. Działa te znalazły zastosowanie w wieżach dwulufowych na lotniskowcach USS „Lexington” i „Saratoga” oraz krążownikach „Pensacola” i „Salt Lake City”, w trzydziałowych zaś wieżach na USS „Northampton” „Chester”, „Louisville”, „Chicago”, „Houston”, „Augusta”, „Portland”, „Indianapolis”, „New Orleans”, „Astoria” i „Minneapolis”. Po wybuchu wojny na Pacyfiku, na początku 1942 roku, działa te zostały usunięte z „Lexingtona” i „Saratogi”, po czym zostały osadzone w bateriach obrony brzegowej na wyspie Oʻahu.
Poszczególne odmiany działa różniły się szczegółami konstrukcyjnymi. Odmiana Mark 10 została zaprojektowana, jednak nigdy nie wyprodukowana.
| Masa wieży bez amunicji       | 299 ton                                             |
| Średnica ścieżki obrotu       | 5,77 metra                                          |
| Średnica wewnętrzna barbety   | 6,40 metra                                          |
| Odległość między osiami dział | 1,17 metra                                          |
| Odrzut                        | 75,3 cm                                             |
| Maksymalna prędkość elewacji  | 6° /sek                                             |
| Maksymalna prędkość obrotu    | 3,5° /sek                                           |
| Cykl odpalenia                | 18 sekund                                           |
| Opancerzenie                  | front: 152 mm, boki: 38 mm tył: 38 mm, strop: 57 mm |